# Scott Banks
Scott Brian Banks (* 26. September 2001 in Linlithgow) ist ein schottischer Fußballspieler, der als Flügelspieler für den deutschen Erstligisten FC St. Pauli spielt. Er ist ein ehemaliges Mitglied der schottischen U21-Nationalmannschaft. Banks begann seine Karriere in Schottland bei Dundee United und spielte auf Leihbasis auch für FC Clyde, Alloa Athletic und Dunfermline Athletic. Sein Debüt für die schottische U21 gab er 2021.

## Leben
Banks stammt aus Linlithgow, West Lothian, und besuchte die Leistungsschule der Scottish Football Association an der Graeme High School in Falkirk.

## Karriere
Banks wechselte 2013 im Jugendbereich vom Linlithgow Rose Boys Club zu Dundee United. Nachdem er in der vergangenen Saison der beste Torschütze der U17-Mannschaft von United war, unterzeichnete er 2018 seinen ersten Profivertrag beim Verein.
Im Februar 2019 wechselte Banks für den Rest der Saison 2018/19 auf Leihbasis zum League-Two-Klub Clyde, und entwickelt sich schnell zum Liebling der Fans. Er erzielte das Saisontor des Jahres gegen Peterhead und war der Mann des Spiels gegen Annan Athletic dem Spiel, das Clydes Aufstieg aus der zweiten Liga sicherte.
Banks gab sein Debüt bei Dundee United als Einwechselspieler gegen Heart of Midlothian im Scottish League Cup im Juli 2019. Im folgenden Monat lehnte United Berichten zufolge ein Transferangebot von 400.000 GBP für Banks vom Premier-League-Klub Crystal Palace ab. Daraufhin lehnte Banks ein neues Vertragsangebot von Dundee United ab und wurde von Manager Neilson aus dem Kader ausgeschlossen.
Im Januar 2020 unterzeichnete er einen Dreijahresvertrag bei Crystal Palace. Später im Januar verlieh Palace Banks bis zum Ende der Saison 2019/20 an Alloa Athletic.
Ein Jahr später, im Januar 2021, wurde Banks vom schottischen Meisterteam Dunfermline Athletic bis zum Ende der Saison 2020/21 ausgeliehen.
Am 8. August 2022 wechselte Banks auf Leihbasis für eine Saison zum Bradford City. Am Ende seiner erfolgreichen Leihe bei den Bantams wurde er zum Nachwuchsspieler des Jahres des Supporters Trust gekürt.
Am 10. August 2023 wechselte Banks mit einer neuen Leihe zum FC St. Pauli in die 2. Bundesliga.
Beim Auswärtsspiel am 1. September 2023 bei Eintracht Braunschweig zog Banks sich kurz nach seiner Einwechslung einen Kreuzbandriss zu.
Am 34. Spieltag feierte Banks sein Comeback beim Auswärtsspiel gegen SV Wehen Wiesbaden. In der 82. Minute legte er den Ball per Kopf quer zu seinem Mitspieler Danel Sinani, der daraufhin das 2:1 erzielte. Für die Saison 2024/2025 wurde Scott Banks fest verpflichtet.

## Titel
- Deutscher Zweitligameister und Aufstieg in die Bundesliga: 2024

## Statistik
| Verein                       | Saison  | Liga                  | Liga   | Liga | Landespokal | Landespokal | Ligapokal | Ligapokal | Andere | Andere | Gesamt | Gesamt |
| Verein                       | Saison  | Division              | Spiele | Tore | Spiele      | Tore        | Spiele    | Tore      | Spiele | Tore   | Spiele | Tore   |
| ---------------------------- | ------- | --------------------- | ------ | ---- | ----------- | ----------- | --------- | --------- | ------ | ------ | ------ | ------ |
| Dundee United                | 2018/19 | Scottish Championship | 0      | 0    | 0           | 0           | 0         | 0         | 0      | 0      | 0      | 0      |
| Dundee United                | 2019/20 | Scottish Championship | 1      | 0    | 0           | 0           | 3         | 0         | 0      | 0      | 4      | 0      |
| Dundee United                | Gesamt  | Gesamt                | 1      | 0    | 0           | 0           | 3         | 0         | 0      | 0      | 4      | 0      |
| Clyde (Leihe)                | 2018/19 | Scottish League Two   | 12     | 1    | 0           | 0           | 0         | 0         | 3      | 0      | 15     | 1      |
| Crystal Palace               | 2019/20 | Premier League        | 0      | 0    | 0           | 0           | 0         | 0         | 0      | 0      | 0      | 0      |
| Crystal Palace               | 2020/21 | Premier League        | 0      | 0    | 0           | 0           | 0         | 0         | 0      | 0      | 0      | 0      |
| Crystal Palace               | 2021/22 | Premier League        | 0      | 0    | 0           | 0           | 0         | 0         | 2      | 0      | 2      | 0      |
| Crystal Palace               | 2022/23 | Premier League        | 0      | 0    | 0           | 0           | 0         | 0         | 0      | 0      | 0      | 0      |
| Crystal Palace               | Gesamt  | Gesamt                | 0      | 0    | 0           | 0           | 0         | 0         | 2      | 0      | 2      | 0      |
| Alloa Athletic (Leihe)       | 2019/20 | Scottish Championship | 4      | 0    | 0           | 0           | 0         | 0         | 0      | 0      | 4      | 0      |
| Dunfermline Athletic (Leihe) | 2020/21 | Scottish Championship | 11     | 0    | 0           | 0           | 0         | 0         | 2      | 0      | 13     | 0      |
| Bradford City (Leihe)        | 2022/23 | League Two            | 29     | 6    | 1           | 0           | 2         | 0         | 4      | 0      | 36     | 6      |
| Gesamt                       | Gesamt  | Gesamt                | 57     | 7    | 1           | 0           | 5         | 0         | 11     | 0      | 74     | 7      |